# Ветки (Ленинградская область)
Ве́тки — деревня в Пустомержском сельском поселении Кингисеппского района Ленинградской области.

## История
Впервые упоминается в Писцовой книге Водской пятины 1500 года как деревня Ветка в Егорьевском Ратчинском погосте Ямского уезда.
На карте Ингерманландии А. И. Бергенгейма, составленной по шведским материалам 1676 года, обозначена деревня Wetka.
На шведской «Генеральной карте провинции Ингерманландии» 1704 года показана деревня Wättaka.
Деревня Вятка упоминается на «Географическом чертеже Ижорской земли» Адриана Шонбека 1705 года.
Деревня Ветки упомянута на карте Ингерманландии А. Ростовцева 1727 года.
Деревня Ветки обозначена на карте Санкт-Петербургской губернии Я. Ф. Шмидта 1770 года.
Упоминается на карте Санкт-Петербургской губернии Ф. Ф. Шуберта 1834 года как деревня Ветки, состоящая из 20 крестьянских дворов. На северной окраине деревни обозначена мыза Помещицы Хелертовой.

ВЕТКИ — мыза принадлежит полковнице Геллертовой, число жителей по ревизии: 3 м. п.; В оной: шерстепрядильная фабрика.
 
ВЕТКИ — деревня принадлежит майорше Кутузовой, число жителей по ревизии: 44 м. п., 55 ж. п. (1838 год)

Деревня Ветки из 20 дворов упоминается на карте Ф. Ф. Шуберта в 1844 году.

ВЕТКИ — деревня вдовы гвардии штабс-капитана Блока, 10 вёрст по почтовой, а остальное по просёлочной дороге, число дворов — 15, число душ — 39 м. п.
 
ВЕТКИ — деревня наследников вдовы полковника Геллерта, 10 вёрст почтовой, а остальное по просёлочной дороге, число дворов — 6, число душ — 12 м. п. (1856 год)

БОЛЬШАЯ ВЕТКА — деревня, число жителей по X-ой ревизии 1857 года: 36 м. п., 38 ж. п., всего 74 чел.

МАЛАЯ ВЕТКА — деревня, число жителей по X-ой ревизии 1857 года: 13 м. п., 17 ж. п., всего 30 чел.

ВЕТКИ БОЛЬШИЕ — деревня владельческая при реке Хревице, по правую сторону реки Луги, число дворов — 15, число жителей: 40 м. п., 42 ж. п.; Часовня православная. 

ВЕТКИ МАЛЫЕ — деревня владельческая при реке Хревице, по правую сторону реки Луги, число дворов — 7, число жителей: 16 м. п., 28 ж. п. (1862 год)

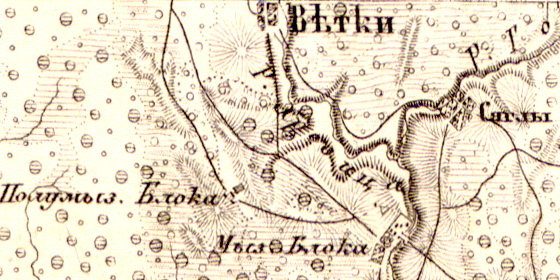
Деревня Ветки на карте 1863 года

В 1865 году временнообязанные крестьяне деревни выкупили свои земельные наделы у А. С. Мосолова и стали собственниками земли.

БОЛЬШАЯ ВЕТКА — деревня, по земской переписи 1882 года: семей — 17, в них 49 м. п., 55 ж. п., всего 104 чел.

МАЛАЯ ВЕТКА — деревня, по земской переписи 1882 года: семей — 7, в них 20 м. п., 22 ж. п., всего 42 чел.

Согласно материалам по статистике народного хозяйства Ямбургского уезда 1887 года, одно имение при селении Большие Ветки площадью 83 десятины принадлежало дворянину А. А. Масалову, имение было приобретено до 1868 года, второе имение, площадью 0,8 десятины, принадлежало петербургскому мещанину С. П. Пименову, имение было приобретено в 1884 году за 50 рублей.

БОЛЬШАЯ ВЕТКА — деревня, число хозяйств по земской переписи 1899 года — 14, число жителей: 37 м. п., 39 ж. п., всего 76 чел.;
 разряд крестьян: бывшие владельческие; народность: русская

МАЛАЯ ВЕТКА — деревня, число хозяйств по земской переписи 1899 года — 5, число жителей: 9 м. п., 11 ж. п., всего 20 чел.;
 разряд крестьян: бывшие государственные; народность: русская

В конце XIX — начале XX века деревня административно относилась к Ястребинской волости 1-го стана Ямбургского уезда Санкт-Петербургской губернии.
С 1917 по 1927 год деревня Ветки входила в состав Ветоцского сельсовета Ястребинской волости Кингисеппского уезда.
Согласно данным переписи населения СССР 1926 года в деревне Ветки Среднесельского сельсовета проживали 128 человек — большинство русские, а также эстонцы.
С февраля 1927 года в составе Кингисеппской волости. С августа 1927 года в составе Кингисеппского района.
В 1928 году население деревни Ветки также составляло 128 человек.
По данным 1933 года деревня Ветки входила в состав Среднесельского сельсовета Кингисеппского района.

Деревня Ветки на карте 1940 года

Согласно топографической карте РККА 1940 года деревня насчитывала 18 дворов. 
C 1 августа 1941 года по 28 февраля 1944 года деревня находилась в оккупации.
С 1954 года в составе Пустомержского сельсовета.
В 1958 году население деревни Ветки составляло 49 человек.
По данным 1966, 1973 и 1990 годов деревня Ветки также находилась в составе Пустомержского сельсовета Кингисеппского района.
В 1997 году в деревне Ветки проживали 5 человек, в 2002 году — 2 человека (все русские), в 2007 году — 4.

## География
Деревня расположена в юго-восточной части района к востоку от автодороги 41К-188 (Гостицы — Большая Пустомержа).
Расстояние до административного центра поселения — 12 км.
Расстояние до ближайшей железнодорожной станции Веймарн — 11 км.
Через деревню протекает река Хревица.

## Демография
| 1838 | 1857 | 1862 | 1882 | 1899 | 1997 | 2007 |
| ---- | ---- | ---- | ---- | ---- | ---- | ---- |
| 102  | ↗104 | ↗126 | ↗146 | ↘96  | ↘5   | ↘4   |
| 2010 | 2017 |      |      |      |      |      |
| ↗6   | ↘1   |      |      |      |      |      |

### Национальный состав
Согласно данным Всероссийской переписи населения 2021 года в деревне проживали 7 человек, все русские.

## Улицы
Зелёная.